# Храносмилателна система
Храносмилателната система (на латински: Systema digestorium) представлява група от органи, свързани морфологично и функционално в една силно навита храносмилателна тръба. Простира се по цялото протежение на тялото като започва от устата и завършва с ануса. Органите, които участват в изграждането на тръбата се различават по положение, форма и устройство, което е в тясна връзка с функцията им. Структурата на органите зависи и от вида на храната и начина на нейното набавяне. Храносмилателната система генетично и функционално е свързана с дихателната система. Те имат и общи органи – фаринкс. Храносмилателната система се подразделя на три отдела – преден, среден и заден, и допълнителни органи – слюнчени жлези, черен дроб и панкреас.

## Анатомично устройство на храносмилателната система
В процеса на храносмилане участват редица органи и други компоненти. Органите, известни като големи храносмилателни жлези, са черният дроб, жлъчният мехур и панкреасът, а другите компоненти включват уста, слюнчени жлези, език, зъби и надгръклянник.
Най-голямата структура на храносмилателната система е стомашно-чревният тракт, който започва от устата и свършва при ануса и има обща дължина около 9 метра. Най-големият орган на стомашно-чревния тракт е дебелото черво, където се абсорбира водата и се съхранява остатъчния материал преди дефекация. Основната част от смилането на храната протича в тънкото черво. Друг основен храносмилателен орган е стомахът, по чиято лигавица са разположени множество жлези, отделящи ключови за храносмилането секрети. В стомашно-чревния тракт се намират множество други специализирани клетки с разнообразни функции, като вкусовите рецептори и ентероцитите.

### Горен храносмилателен тракт
- Уста и устна кухина:
  - Устни
  - Зъби
  - Език
- Слюнчени жлези
- Фаринкс (гълтач)
- Ларинкс (гръклян):
  - Надгръклянник
- Хранопровод
- Стомах

### Долен храносмилателен тракт
- Тънко черво:
  - Дванадесетопръстник (дуоденум)
  - Празно черво
  - Хълбочно черво
- Дебело черво:
  - Сляпо черво
    - Апендикс

  - Ободно черво
  - Право черво
- Анус

## Хистологичен строеж на храносмилателната система
Тръбестия характер на храносмилателната система показва сравнително обща структура на тъканите с характерни особености при различните органи. Слизестите органи са изградени от три основни и един междинен слой. В посока от кухината на органа към повърхността му слоевете са както следва:
- Лигавицата. Покрива вътрешната повърхност на кухите слоести органи. По нейната повърхност винаги има известно количество слузест секрет отделян от жлезите.
- Подлигавицата. Слоят е от хлабава влакнеста съединителна тъкан, който свързва лигавицата с мускулния слой. Осигурява възможност за самостоятелна подвижност на лигавицата.
- Мускулен слой. С малки изключения слоят е изграден основно от гладка мускулна тъкан. Слоят е доста дебел и е изграден от два подслоя. Първият е вътрешен и по-дебел и изграден от пръстеновидно разположени мускулни влакна. Вторият слой е надлъжен.
- Серозен слой. Изграден е от уплътнена съединителна тъкан и на повърхността си има еднослоен плосък покривен епител, наречен мезотел.
- Адвентицията. Това е съединителнотъканна покривка, която не е покрита от мезотел. Практически това е външната обвивка на органите покриваща ги в тази част, където те не са в телесните кухини.

## Видови особености на храносмилателната система

### Безгръбначни животни

#### Нисши безгръбначни
При голяма част от нисшите безгръбначни животни липсват специализирани органи на храносмилателната система, които специализирано да осъществяват процеса на храносмилане. Обикновено миниатюрните хранителни частици се улавят от клетки от повърхността на тялото или телесните празнини. Разграждането се осъществява външно или в мезоглеята, а поемането на храната става чрез фагоцитоза от всяка отделна клетка на тялото.
- Пластинчати. Липсва изразена храносмилателна система. Храненето се осъществява от коремната част на организмите. Покривайки микроорганизми с тялото, клетките на пластинчатите отделят ферменти, които смилат храната външно. Хранителните вещества се поемат, чрез всмукване или фагоцитоза.

- Водни гъби. Телесните стени на гъбата затварят празнина, която се нарича парагастрална. Свързва се чрез отвор, наречен оскулум. Стените на празнината са покрити от специализирани клетки с якички и камшичета, наречени хоаноцити. Чрез извършваните активни движения се създава воден поток, който повлича и бактерии и други микроорганизми. Те се улавят от хоаноцитите и се вкарват в мезоглеята, където става и смилането им.

- Мешести. При този тип безгръбначни храносмилателната система е твърде просто устроена. Притежават околоустен конус, устен отвор и гастрална празнина. Анус липсва. Смляната храна се изхвърля обратно през устата.

- Гребенести. Храносмилателната система е представена от еластична уста, следвана от ектодермална глътка. Следва ентодермално разширение – стомах, от което се излъчват два канала. Всеки от каналите се разклонява дихотомно като накрая се образуват осем слепи канала за всяка една от гребеновите пластинки.

#### Червеи
- Плоски червеи. В клас ресничести червеи храносмилателната система е просто устроена и наподобява на тази при мешестите. Представена е от уста, глътка и сляпо завършващо средно черво. При редица хищни турбеларии глътката може да се изхвърля навън, като така улавя жертвата. Смилането се извършва в средното черво. При някои нисши липсва храносмилателна система, а улавянето и смилането на храната става в специални празнини. При смукалниците е значително по-сложно устроена. След устата и хранопровода следва сляпо черво, което обикновено е разклонено на две. Всяко от разклоненията има значителен брой по-малки разклонени участъци. При тениите храносмилателна система липсва. Поради паразитния си начин на живот поемат разтворени хранителни вещества от гостоприемника. Въвеждането им в тенията се извършва през тегумента.

- Немертини. Храносмилателната система има вид на права тръба. След устата следва хранопровод, предно черво с множество странични израстъци и задно черво, което накрая се отваря с анус навън.

- Кръгли червеи. При нематодите храносмилателната система започва в предния край на тялото с уста, оградена от три или повече устни. При хищните и паразитните нематоди има развити зъбчета, а при фитонематозите е развит специален орган „стилет“, който впръсква в тъканите на нападнатите растения смилателни ензими, отделени от жлези в хранопровода. Смляната част от растението се всмуква в средното черво.

- Ротатории. Храносмилателната система е отворена и добре развита. След мускулестата глътка и дъвкателен апарат следва хранопровод, ентодермален стомах, в който се вливат жлези и задно черво, завършващо с анус.

- Бодлоглави червеи. Липсва храносмилателна система. Храненето е през стените на тялото подобно на това при тениите.

- Прешленести червеи. При прешленестите червеи храносмилателната система не се отличава от тази на кръглите. При някои прикрепени форми има развити палпи, които насочват храната към устата.

#### Мекотели
- Охлюви. Храносмилателната система започва от устата, която се намира в предната част на главата. Назад преминава в мускулеста глътка, в която е разположена радулата. Понякога в горната част на глътката се наблюдава удебеление на кутикулата, което изпълнява роля на челюсти. Радулата и челюстите служат за остъргване, гризане и стриване на храната. В глътката се отварят изводните канали на слюнчените жлези. При някои хищни видове от родовете Dolium и Cassis секретите на тези жлези съдържат до 4% сярна киселина, която разтваря варовиковата черупка на плячката на охлюва. При други видове се развиват жлези, които произвеждат отровен секрет и при ухапване с видоизменената радула се предизвиква парализа или смърт на жертвата. Хранопроводът е с различна дължина и често в долната си част завършва с гуша. Средното черво започва със стомах, в който се изливат секретите на черния дроб, който в случая се нарича хепатопанкреас. От стомаха храната преминава към тънко черво, където става всмукването на смлените хранителни вещества. Назад продължава със задно черво и завършва с анус.

- Миди. Храносмилателната система е сходна с тази на охлювите. Хранопроводът е къс, а стомахът има сляп израстък. Той се нарича кристално тяло и в него се образуват храносмилателните ензими.

- Главоноги. В глътката е разположен език с радула, с която се стрива уловената храна. Развити са и две рогови челюсти, наподобяващи клюн на папагал, разположени пред радулата. Чрез тях главоногите могат да пробият черепа на риба или панцера на ракообразните. При някои видове втората двойка слюнни жлези произвежда и отровен секрет. Хранопроводът е дълъг, а при някои октоподи накрая е разширен в гуша.

#### Членестоноги
Храносмилателната система представлява обикновена тръбичка, частично покрита с кутикула. Отделителната система се състои от тръбички, отварящи се в храносмилателния канал. Във връзка с приспособяването към различен начин на хранене, устните органи са разнообразни: нагодени за гризане (бръмбари, скакалци); за смучене и пробиване (комари, бълхи); само за смучене (пеперуда); за гризане и близане (пчела). Много от членестоногите са паразити: кърлеж, краста, бълха, въшка.
- Ракообразни. Храносмилателната система е сложно устроена и отделните части са отчетливо обособени. Предното и задното черво имат ектодермален произход и са постлани с тънка кутикула. Поради това при линеенето и тя се отделя с телесната обвивка и излиза най-често под формата на тръбичка извън устата или ануса. Средното черво е снабдено с две или повече разширения, които увеличават вътрешната му повърхност.
- Паякообразни. Храносмилателната система наподобява тази на ракообразните. Слюнчените жлези отделят и отрова. Средното черво е изградено от същински стомах и тънко черво. Стомахът е снабден с множество разширения.

### Гръбначни животни

#### Риби
Храната се улавя и задържа от недиференцрани зъби в устата. От там преминава към глътката и през хранопровода попада в стомаха. Тук се подлага на обработка от ензими, които са съставна част от стомашния сок. След това навлиза в червата, където допълнително се обработва от ензими отделени от черния дроб и панкреаса. Накрая през ануса или клоаката под формата на изпражнения се изхвърля навън.
За рибите е характерен широк спектър от обекти за консумация и методи на хранене. Те могат да бъдат разделени на растителноядни, хищни, детритофаги и всеядни. Растителноядните риби могат да се хранят както с микро-, така и с макроводорасли и други водни растения. Някои са специализирани за хранене с планктон като го филтрират посредством специализирани хрилни тичинки, разположени на хрилните дъги. Хищните риби се хранят също с широк спектър от гръбначни и безгръбначни животни. Китовата акула се храни като филтрира зоопланктон. В менюто на хищните риби влизат ракообразни, молюски, червеи и други риби. Сред най-специализираните хищни риби са тези, които са се специализирали да паразитират върху други риби. Много видове риби могат да променят хранителните си предпочитания на различни етапи от своя жизнен цикъл.

#### Земноводни
Храносмилателната система е по-усложнена от тази на рибите. В устата се отварят слюнни жлези, чиито секрет не съдържа ензими, а служи само за овлажняване на храната. В предната част на устната кухина се намират вътрешните отвори на ноздрите – хоани. В задната част се отварят Евстахиевите тръби осъществяващи връзката към вътрешното ухо. При мъжките жаби на много видове в гънките на устата са развити еластични кожни торбички наречени резонатори. Те са свързани с устната кухина и усилват звука при квакането.
През глътката и хранопровода храната попада в стомаха. Червата са триделни – дванадесетопръстник, тънко черво и право черво. В дванадесетопръстника се изливат секретите на жлъчката и панкреаса. Черният дроб е триделен. Земноводните се хранят предимно с животинска храна. Само ларвите на някои видове са растителноядни.

#### Влечуги
Влечугите, които обитават днес Земята в по-голямата си част са хищници, с изключение на някои видове костенурки, които са растителноядни. Повечето влечуги поглъщат храната си цяла. При змиите долната челюст може да се откачва от ставите, което позволява поглъщането на по-едри от главата животни. Зъбите са насочени назад и са приспособени за задържане на плячката. При отровните змии се развиват т.нар. „отровни зъби“, които са крайния изводен канал на видоизменени слюнчени жлези, произвеждащи отрова. Езикът е много добре развит и се използва за осезателен орган и хеморецептор. При влечугите на границата между тънкото и дебелото черво се появява зачатък на сляпото, което е по-добре развито при растителноядните костенурки. Черният дроб и задстомашната жлеза са добре развити. Температурният оптимум на храносмилателните ензими е по-висок от този на земноводните.

#### Птици
Храносмилателната система при птиците започва с клюн. Той представлява рогово вещество обвиващо челюстите отвън и е израз на хранителната специализация. Хищните птици имат здрав закривен надолу клюн, при чаплите и жеравите клюнът е с остри режещи краища, а при семеядните е къс и мощен с режещи краища. В устната кухина липсват зъби, а дейността им до известна степен се замества от роговия епител, покриващ горната повърхност на езика. Езикът изпълнява различни функции при храненето като подпомага задържането на плячката или семената, изсмукването на нектара при колибри. В устната кухина се излива и секретът на слюнчените жлези. В слюнката на някои видове се съдържа ензимът амилаза, която спомага смилането на въглехидратите. Слюнката улеснява улавянето на дребната храна, а навлажняването и облекчава поглъщането. Лястовиците и бързолетите използват слюнката си при построяване на гнездата. При птиците търсещи храната си във водата в устната кухина имат и цедилен апарат от рогови пластинки, с които филтрират водата и задържат растителни или животински частици. Зад езика се намира гълтачната цепка, откъдето започва дълъг хранопровод, лежащ под кожата на шията. При много птици долният край на хранопровода преминава в обемисто разширение – гуша. В нея временно се съхранява храната. През размножителния период при гълъбовите и папагалоподобните птици в гушата се образуват усилено делящи се епителни клетки, от които се образува т.нар. „млечице“, с което се изхранват малките.
Стомахът е разделен на две части – предна (жлезист стомах) и задна (мускулест стомах или воденичка). От първата част се отделят множество храносмилателни ензими, произвеждани от множеството жлези. Мускулестия стомах е с дебели стени, а отвътре е обвит с дебела кутикула. Навлажнената от ензимите храна се стрива в мускулестия стомах, който изпълнява ролята на зъбите при бозайниците. За това спомагат допълнително и погълнатите камъчета. Смляната храна преминава към дванадесетопръстника, а често несмляната част от пера, влакна, кости и хитин се нарича „погадка“ и се повръща напред през устата. Черният дроб е двуделен и при много птици е с жлъчен мехур. Тънкото черво е с различна дължина като при растителноядните надвишава десет пъти дължината на тялото, а при щрауса – 20 пъти. Назад преминава в късо право черво и завършва с клоака. На границата между тънко и дебело черво има по чифт слепи израстъци в повечето случаи с малки размери. При други птици са по-дълги и в тях се извършва допълнително храносмилане, често с помощта на специфична микрофлора.

#### Бозайници
При бозайниците храносмилателната система е с по-голяма дължина и диференциация на отделите, както и голямо разнообразие на жлези. Устата започва с месести устни. В устната кухина се изливат секретите на три големи чифта и няколко малки слюнчени жлези. При прилепите кръвопийци слюнката съдържа антикоагуланти, а при някои насекомоядни тя е отровна. Съставът и устройството на зъбите не е еднакъв. При перконогите и зъбатите китове диференцирането на зъбите е слабо. Освен твърдо небце при бозайниците се появява и меко небце, което спомага за едновременното функциониране на дихателната и храносмилателната системи на мястото, където пътищата им се пресичат. То е причина хоаните да се изместят назад, а бозайниците да дъвчат и дишат едновременно.
През хранопровода храната преминава в добре развит стомах. Той е с различна форма, размери и устройство. При преживните животни стомахът е многокамерен и съставен от четири дяла – три предстомашия (търбух, мрежа и книжка) и същински стомах (сирище). При пекарите стомахът е представен от 3 отдела, като предния от тях има чифт колбасовидни слепи израстъка. При тези животни растителната храна е причината еволюционно да придобият такъв вид стомах, в който предните отдели са лишени от жлези. В тези отдели се извършва ферментация на храната с помощта на симбиотични бактерии и протисти. В простия стомах и същинския при преживните се извършва химично смилане на храната под въздействието на стомашния сок.
На границата между тънко и дебело черво често се намира клапа. Тук се намира и сляпо отклонение – сляпо черво. То е по-добре развито при растителноядните животни. В него се извършват ферментационни процеси, в които взимат участие бактерии, гъби и ресничести протисти. Последният дял на храносмилателната система е дебелото черво, чиято дължина зависи от типа на храната. Съотношението между дължината на червото и дължината на тялото при прилепите е 1,5 – 4, при насекомоядните е 2,5 – 4,5, при гризачите е 3 – 13, а при овцата е 29 пъти.

#### Човек
Човекът е бозайник със сравнително слабо развита храносмилателна система. Поради невъзможността за синтез на ензима целулаза, човешкият организъм не е способен да преработи най-разпространения източник на енергия на нашата Планета – целулозата, и в резултат на това той използва изключително малко на брой растителни продукти.

## Ембрионално развитие
При ембрионалното развитие на гръбначните животни храносмилателната система се образува едва след като се е образувала главата и първичното черво. Устната кухина и органите прилежащи към нея се залагат от първичната устна трапчинка, която е ектодермален произход. Средните и задните отдели се залагат от ендодермата и висцералната мезодерма, които образуват първичното черво.

### Развитие на устната кухина
Началната заложба се нарича първична устна трапчинка. Тя се образува като ектодермално потъване под челната подутина. Устната заложба става все по-дълбока и достига до предния край на заложбата на първичното черво. На мястото, където се долепят се образува екто-ендодермална преграда, наречена фарингеална мембрана. Над устната трапчинка подобни две ектодермални вдлъбвания се образуват в обонятелни трапчинки, които представляват заложби на носната кухина. Между тях и устната кухина остава мембрана, наречена membrana buconasalis. Постепенно тя изтънява и се разкъсва като се получава общо устно-носно пространство. Отворът между двете заложби се нарича първични хоани. В предния си край те са ограничени от запазен остатък от двойната ектодермална мембрана, която изпълнява роля на първично небце. Пространството в общата кухина бързо се заема от растящата заложба на езика. На по-късен етап устната кухина придобива достатъчни размери, които успяват да поемат езика. Успоредно с това два странично растящи един към друг небцови гребена затварят двете кухини. След като сраснат дават заложбата на мекото и твърдото небце. От първичния чифт хрилни дъги се залагат дебели мезенхимни маси, които дават началото на долната и горната челюст. На границата между двете заложби ектодермата активно се разраства към мезенхима и се образува плочковидно образувание – устно-бузна мембрана.

### Развитие на езика
Езикът се залага от два източника – мезенхима от I и II чифт хрилни дъги и ектодермата на устната кухина. Първоначално мезенхима на първата хрилна дъга израства и се образува нечифтно мезенхимно възвишение. Странично и напред от него израстват две странични мезенхимни възвишения. От втория чифт хрилни дъги се образува мезенхимна маса, която се включва също към езичната заложба. Почти цялата епителна обвивка се образува от ектодермата на устната кухина, а малка част от корена има ендодермален произход благодарение на прорастващи клетки попаднали тук след разкъсване на фарингеалната мембрана.

### Развитие на вкусовия орган
Структурните елементи се формират едва след образуването на заложбата на езика. Повърхностният мезенхим заедно с ектодермата дава начало на езичните папили – вкусови и механични. В края на ембриогенезата се диференцират двата вида клетки – вкусови и опорни. Във вкусовите луковици навлизат и влакна от вкусовия нерв (n. glossophayngeus).

### Развитие на слюнчените жлези
Слюнчените жлези се залагат от ектодермата на устната кухина и подлежащия мезенхим. Ектодермата враства в мезенхима под формата на вървовидни образувания с множество разклонения. Те формират заложбата на изводните канали на жлезата. Постепенно започва да се образува канализиране и формирането на лумен. Най-крайните разклонения образуват жлезните ацини. От мезенхима се образува интерлобуларната и интерстициалната тъкан на жлезата.

### Развитие на зъбите
Ектодермата, разположена по челюстния ръб формира по-плътна ивица – зъбна епителна ивица. Постепенно тази заложба потъва в подлежащия мезенхим и се накъсва. Отделните сегменти се наричат зъбни папили. Епителът на всяка зъбна папила се оформя като глечово калпаче. Медиално на него прораства епител, който осигурява заложбата на постоянните зъби. Кътниците се развиват от няколко съседни зъбни папили. Така се образува нагъната зъбна коронка от 2 или 3 корена.

### Развитие на глътката и хранопровода
Глътката се формира в областта на разрушената фарингеална мембрана и се явява като преходна част между устната кухина и хранопровода. От първата половина на предната хоризонтална част на първичното черво се развива хранопровода. Епителът на лигавицата на заложбите на двата органа и жлезистата част на хранопровода имат ендодермален произход. Останалите части като на органите произлизат от висцералната мезодерма на първичното черво.

### Развитие на стомаха
Стомахът се залага от втората половина на предната хоризонтална част на първичното черво. В началото се образува като вретеновидно разширение, чиято дорзална част се развива по-интензивно. Така се оформят двете стомашни извивки. Бързото развитие на стомаха и черния дроб стават причина заложбата да се завърти наляво по надлъжната ос на 180°. На по-късен етап се случва още едно завъртане, този път около отвесната ос на 90° по посока на часовниковата стрелка. Така стомахът заема окончателното си място в организма.

### Развитие на червата
След заложбата на стомаха останалата част от първичното черво се оформя в отделните раздели на тънкото и дебелото черво. Образуваните заложби са заловени за гръбната стена посредством мезентериума. Той носи и кръвоносните съдове осигуряващи кръвоснабдяването на червата. Удължаването на чревната заложба и връзката и с пъпния мехур става причина за навлизането на част от дъгата в пъпния целом и образуването на ембрионална пъпна херния. През втората половина на ембрионалното развитие чревната заложба се прибира в коремната кухина и хернията изчезва. В същото време и червата заемат окончателното си място в организма като се завъртат на 180°. Ектодермата дава заложбите на епитела и чревните жлези, а всички останали части от червата се дава от висцералната мезодерма.

### Развитие на черния дроб
Черният дроб се залага в първичното черво в областта на заложбата на дванадесетопръстника. Израства като торбовидно образувание, което постепенно се диференцира на жлъчен мехур и черен дроб.

### Развитие на задстомашната жлеза
Задстомашната жлеза се залага в същата част като при черния дроб, малко зад него. Образуват се ентодермални издувания, които се разклоняват дървовидно. Постепенно се образува каналната система на жлезата, като всяко каналче завършва сляпо в образуващите се жлезни ацини. През втората половина на ембрионалното развитие, част от ацините губят връзката с каналната система и се диференцират в островчетата на Лангерханс.